# Maldives Future Series 2019
Die Maldives Future Series 2019 fand vom 17. bis zum 22. September 2019 in Malé statt. Es war die erste Austragung dieser internationalen Meisterschaften der Malediven im Badminton.

## Sieger und Platzierte
| Disziplin    | Gold                      | Silber                                            | Bronze                                                 |
| ------------ | ------------------------- | ------------------------------------------------- | ------------------------------------------------------ |
| Herreneinzel | Kantawat Leelavechabutr   | Kevin Arokia Walter                               | Shreyansh Jaiswal                                      |
| Herreneinzel | Kantawat Leelavechabutr   | Kevin Arokia Walter                               | Ranthushka Sasindu                                     |
| Dameneinzel  | Malvika Bansod            | Thet Htar Thuzar                                  | Shruti Mundada                                         |
| Dameneinzel  | Malvika Bansod            | Thet Htar Thuzar                                  | Suphapich Silprakob                                    |
| Herrendoppel | Vaibhaav Prakash Raj S.   | Pakkapon Teeraratsakul Panitchaphon Teeraratsakul | Velayutham Roobenraj Muhammad Idham Zainal Abi Syazmil |
| Herrendoppel | Vaibhaav Prakash Raj S.   | Pakkapon Teeraratsakul Panitchaphon Teeraratsakul | Amrullo Bakhshullaev Artyom Savatyugin                 |
| Damendoppel  | Kuo Yu-wen Lin Wan-ching  | Thilini Pramodika Kavindi Ishandika Sirimannage   | Lim Peiy Zhean Lim Welnis Peiy Link                    |
| Damendoppel  | Kuo Yu-wen Lin Wan-ching  | Thilini Pramodika Kavindi Ishandika Sirimannage   | Anto Agna Ashna Roy                                    |
| Mixed        | Lu Chia-bin Lin Wan-ching | Velayutham Roobenraj Venosha Radhakrishnan        | Kantawat Leelavechabutr Suphapich Silprakob            |
| Mixed        | Lu Chia-bin Lin Wan-ching | Velayutham Roobenraj Venosha Radhakrishnan        | Sim Wee Peng Lim Xuan                                  |